# Shihtienfenia
Shihtienfenia is een geslacht van uitgestorven pareiasauride parareptielen uit het Laat-Perm van China.

## Soorten
De typesoort Shihtienfenia permica werd in 1963 benoemd door Yang Zhongjian en Yeh Chunhuei. Het holotype is IVPP V2717, een postcraniaal skelet. Het paratype is IVPP V 2718, een reeks wervels. De geslachtsnaam verwijst naar de Shihtiefeng (Shiqianfeng)-serie. De soortaanduiding verwijst naar het Perm. De schedel van deze pareiasauriër is onbekend. Het is oorspronkelijk bekend van een aantal losse wervels, kaken en ledematen en een onvolledig skelet, allemaal van de Shiqianfeng-vindplaats nabij Baode, Shanxi, een deel van de Sunjiagou-formatie. Shanshisaurus xuecunensis Cheng, 1980 en Huanghesaurus liuliensis Gao, 1983 zijn synoniemen.
Lee (1997) verwijst naar Shihtienfenia xuecunensis, in 1980 benoemd door Cheng op basis van specimen IGCAGS V 301, een fragmentarische postcraniaal skelet, als een (voorouderlijke) metasoort die de autapomorfieën van Shihtienfenia mist. Tsuji & Müller (2009) lijken het te overwegen als een geldig taxon voor cladistische analyse, en net als Lee 1997 plaatsen ze de twee Chinese soorten dicht bij Pareiasuchus.
Shihtienfenia completus werd benoemd door Wang, Yi en Liu in 2019. De eerste pareiaosauriërschedel uit Azië kwam van deze soort.

## Beschrijving
Shihtienfenia werd ongeveer twee meter lang. Het dier heeft het ongewoon hoge aantal van zes sacrale wervels. Hij had de typisch pareiasaurische bouw met een zware romp ondersteund door robuuste zijwaarts uitstekende ledematen. Door een hoge schoudergordel en bekken, met een laag geplaatst schoudergewricht en heupkom, stond het dier nog vrij hoog op de poten.

## Classificatie
Shihtienfenia is ongebruikelijk vanwege de aanwezigheid van zes, in plaats van de gebruikelijke vier sacrale wervels, en kan in een aparte onderfamilie thuishoren, hoewel Oskar Kuhn het onder de Pareiasaurinen in zijn monografie (Kuhn 1969) opneemt. Net als bij de Pareiasaurinen is de bovenrand van het darmbeen vlak.